# Buborn
Buborn ist eine Ortsgemeinde im Landkreis Kusel in Rheinland-Pfalz. Sie gehört der Verbandsgemeinde Lauterecken-Wolfstein an.

## Geographie

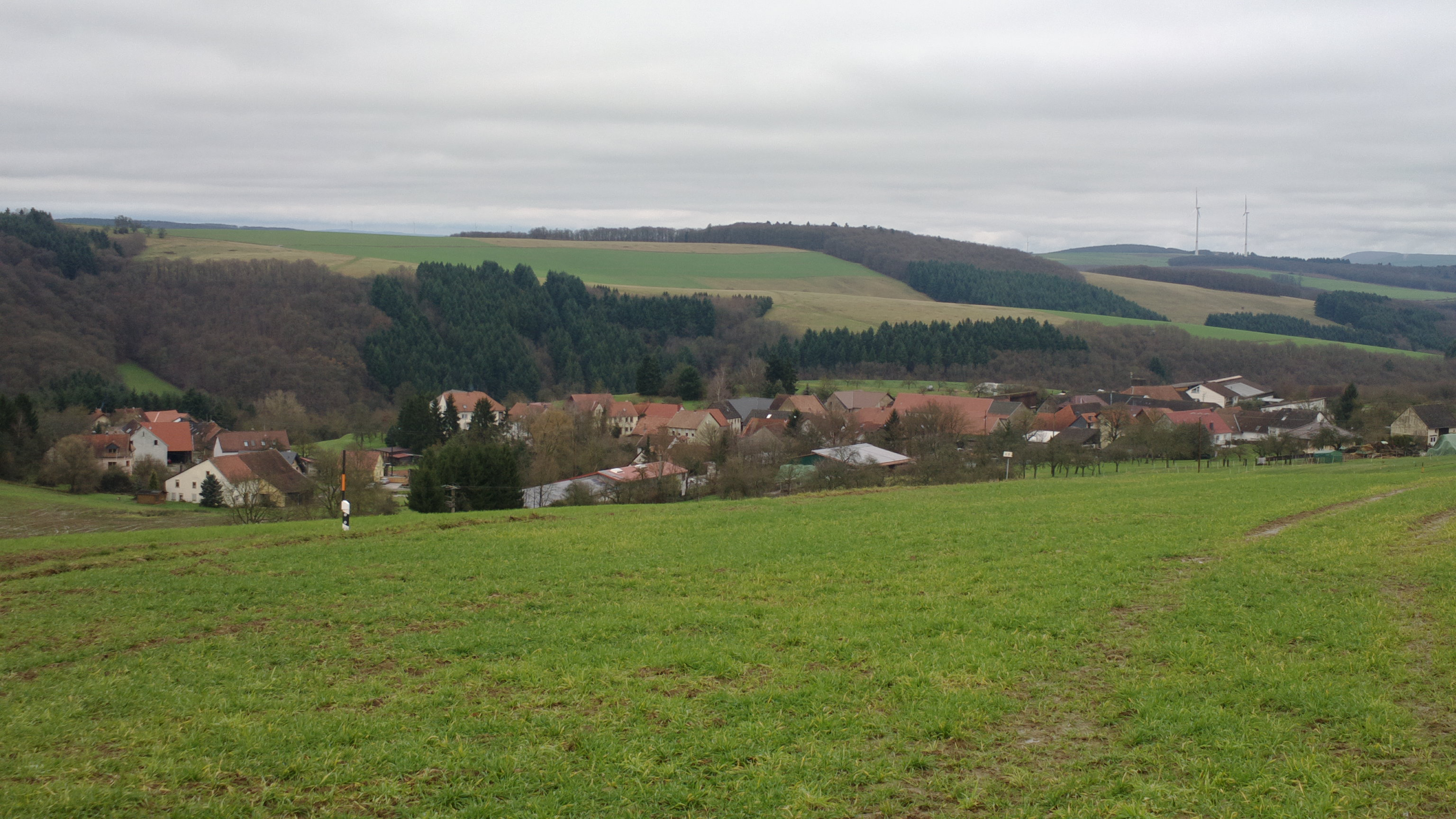
Buborn von Süden aus gesehen

Der Ort liegt auf einer Anhöhe im Nordpfälzer Bergland in der Westpfalz. Im Nordosten befindet sich Lauterecken, im Süden Offenbach-Hundheim. Weitere direkte Nachbargemeinden sind (von Norden im Uhrzeigersinn) Herren-Sulzbach, Hausweiler, Wiesweiler und Deimberg.

## Geschichte
Bereits vor der ersten namentlichen Erwähnung Buborns gab es auf der Gemarkung des Ortes die Wüstung Guckenhausen, von der noch heute ein Flurname zeugt.
Buborn geht auf mehrere mittelalterliche Höfe zurück.
Der „Buborner Hof“ gehörte dem Raubritter Albrecht von der Michelsburg auf dem Remigiusberg bei Kusel. Dieser wurde 1126 Benediktinermönch und schenkte der Propstei St. Remigius das Hofgut Buppur am Buppurner Bach mitsamt 120 Morgen Feld. Diese Schenkung sorgte auch für die erste urkundliche Erwähnung des Ortes am 16. Oktober 1152 durch Abt Hugo von Rheims. In dieser Urkunde verbriefte Kaiser Friedrich Barbarossa dem Kloster seine Besitzungen. Später wurde der Buborner Hof Eigentum der Kyrburger Wildgrafen. Zwischenzeitlich war er aber auch in Fremdbesitz, so ab 1408 von Reinfried v. Reipoltskirchen und von 1431 bis 1515 von Friedrich v. Rüdesheim. Die Flurbezeichnung „am Galgen“ lässt darauf schließen, dass die Wildgrafen auch ein Rügengericht und eine Hinrichtungsstätte auf der Gemarkung unterhielten. Dieser soll zum Eicher Gericht, das den Kyrburger Wildgrafen 1319 zur Hälfte zugesprochen wurde, gehört haben.
Auf den „Commenturhof“, Verwaltungssitz des Johanniterordens im Nachbarort Herren-Sulzbach, geht heute noch der Flurstückname Kirchgarten zurück. 1606 wurde er an die Wild- und Rheingrafen in Grumbach verkauft und noch im selben Jahr mit Boso v. Strauß von Herren-Sulzbach gegen dessen Anteil am Schönborner Hof bei Homberg eingetauscht.
Buborn und seine Einwohner litten sehr unter den Auswirkungen des Dreißigjährigen Kriegs. So war der Ort, wie viele weitere in der Region, aufgrund der Eroberungsfeldzüge des damaligen französischen Königs Ludwigs XIV. gegen Ende des 17. Jahrhunderts fast vollkommen ausgestorben.
1737 beantragte der gelernte Bergmann Johannes Köhler aus Nohfelden bei Carl Walrad Wilhelm Wild- und Rheingraf zu Dhaun und Kyrburg, Rheingraf zum Stein, die Genehmigung zur Suche nach Steinkohle. Diese wurde ihm vertraglich zugesprochen, die Suche aber 1745 erfolglos eingestellt.
Von 1798 bis 1814 stand der Ort unter französischer Herrschaft. Er war innerhalb des Saardepartements dem Arrondissement Birkenfeld und dem Kanton Grumbach zugeordnet. 1816 kam Buborn zum nach dem Wiener Kongress gegründeten Fürstentum Lichtenberg, einer neugeschaffenen Exklave des Herzogtums Sachsen-Coburg-Saalfeld beziehungsweise ab 1826 des Herzogtums Sachsen-Coburg und Gotha. Mit diesem fiel es 1834 an das Königreich Preußen, das aus diesem Gebiet den Landkreis Sankt Wendel im Regierungsbezirk Trier in der Rheinprovinz schuf. Nach der Abtrennung des Hauptteils an das neugeschaffene Saargebiet entstand 1920 der Restkreis Sankt Wendel-Baumholder, zu dem der Ort bis 1937 gehörte, als er in den Landkreis Birkenfeld im Regierungsbezirk Koblenz eingegliedert wurde.
Die beiden Weltkriege überstand das Dorf fast unbeschädigt. Am 19. März 1945 jedoch durchquerten Soldaten der Wehrmacht den Ort auf dem Rückzug, dicht gefolgt von den US-amerikanischen Truppen. Da diese offensichtlich mit Widerstand rechneten, schossen sie in mehrere Häuser. Dadurch brach in mindestens zwei Gebäuden Feuer aus. Ein polnischer und ein ukrainischer Landarbeiter, die bei den Löscharbeiten helfen wollten, kamen durch Schüsse der US-Amerikaner ums Leben.
Nach dem Zweiten Weltkrieg kam Buborn zu Rheinland-Pfalz. Durch die Regional- und Verwaltungsreform von 1968 wurde das Amt Grumbach aufgelöst und der Ort 1972 Teil der Verbandsgemeinde Lauterecken und 1969 des Landkreises Kusel. Im Jahre 1972 änderte sich auch die Zugehörigkeit vom Regierungsbezirk Koblenz zum Regierungsbezirk Rheinhessen-Pfalz. Mit Beginn des Jahres 2000 wurden die Regierungsbezirke in Rheinland-Pfalz aufgelöst. Zum 1. Juli 2014 fusionierte die Verbandsgemeinde Lauterecken mit der Verbandsgemeinde Wolfstein zur neuen Verbandsgemeinde Lauterecken-Wolfstein.

### Namensherkunft
Der Ortsname veränderte sich im Laufe der Jahre mehrfach. Folgende Varianten wurden überliefert:
| Name                     | Zeitraum              |
| ------------------------ | --------------------- |
| Burbur                   | 1120                  |
| Buhrbur                  | 1127                  |
| Buppura                  | 1152                  |
| Hof zu Bopure            | 1290                  |
| Potbor                   | 1315                  |
| Butbure                  | 1351                  |
| Buppern                  | zweite Hälfte 14. Jh. |
| Die gerichte zu Butburen | 1401                  |
| Bopporn                  | 1431                  |
| Alberthus de Botbor      | 1434                  |
| curica de Boppren        | 1459                  |
| Bopern                   | 1514                  |
| Bopparn                  | 1515                  |
| Buchborn                 | 1600                  |
| Buborn                   | seit 1797             |

Vermutlich geht die erste Silbe auf einen althochdeutschen Personennamen zurück, in Frage kommen z. B. Burto oder Burdo. Die zweite Silbe wird vom ebenfalls althochdeutschen Begriff bur abgeleitet, welches ein einräumiges Gebäude wie einen Schuppen oder eine Scheune bezeichnet (vgl. auch das englische Wort Barn für Scheune). Der heutige Name geht auf die Bezeichnung Buchborn zurück, welche vermutlich eine ins Amtsdeutsch "übersetzte" Form der vorherigen Schreibweisen darstellt. Die umgangssprachliche Bezeichnung in der Umgebung ist Bubere.

### Archäologische Funde
Bereits 1914 wurden im Bereich der Wüstung Guckenhausen eine schwarze verschlossene Schüssel mit zwei Urnen sowie einer Münze gefunden. Diese Funde wurden, nach Aussage des damaligen Dorflehrers Hugo Böckel, an das Landesmuseum Trier abgegeben und später im Historischen Museum der Stadt Speyer ausgestellt.
Im Jahr 1977 entdeckten zwei Hobbyarchäologen aus dem Ort im selben Bereich, in einer Tiefe von ca. 30 cm eine mehrere Zentimeter dicke Brandschicht. Dort fanden sie mehrere Urnenfragmente und Knochenreste. Diese wurden im Mainzer Museum für Vor- und Frühgeschichte als Teile von drei Urnen und menschlichen Überresten identifiziert. Als Datierung gab man ca. 5000 v. Chr. an, sie gehören damit zu den ältesten Funden in Rheinland-Pfalz.

## Politik

### Bürgermeister
Philipp Kreischer wurde am 9. Juli 2019 Ortsbürgermeister von Buborn. Da bei der Direktwahl am 26. Mai 2019 kein Bewerber angetreten war, erfolgte die anstehende Wahl des Bürgermeisters gemäß Gemeindeordnung durch den Rat. Dieser entschied sich einstimmig für Philipp Kreischer. Bei der Direktwahl am 9. Juni 2024 wurde er ohne Gegenkandidaten mit 79,5 % der Stimmen in seinem Amt bestätigt.
Sein Vorgänger Martin Henning hatte das Amt zehn Jahre ausgeübt.

### Wappen
Das Wappen ist schräglinks geteilt und zeigt rechts einen blaubewehrten roten Löwen auf goldenem Grund. Dieser weist auf die frühere Zugehörigkeit zu Wild- und Rheingrafschaft hin. Links ist ein silberner Born auf blauem Grund abgebildet, dies nimmt Bezug auf einen alten Gemeindebrunnen. Eventuell geht er auch darauf zurück, dass der Namensbestandteil Born irrtümlich auf die Herkunft Quelle oder Brunnen zurückgeführt wurde. Das Wappen wurde 1964 durch das Innenministerium des Landes Rheinland-Pfalz genehmigt.

## Kultur

### Kunst im öffentlichen Raum
Der aus Bad Kreuznach stammende Bildhauer, Grafiker und Maler Achim Ribbeck lebte und wirkte für mehrere Jahre in Buborn. So schuf er u. a. ein Abbild der Buborner Buche, die eine große Rolle im Dorfleben spielte und von der oft angenommen wird, dass sie Namensgeber des Ortes sei. Diese aus weißem Marmor bestehende Skulptur wurde an der Frontseite des 1994 eingeweihten Gemeindehauses angebracht. Auch rund um sein ehemaliges Wohnhaus und Atelier hinterließ der Künstler mehrere seiner Werke.

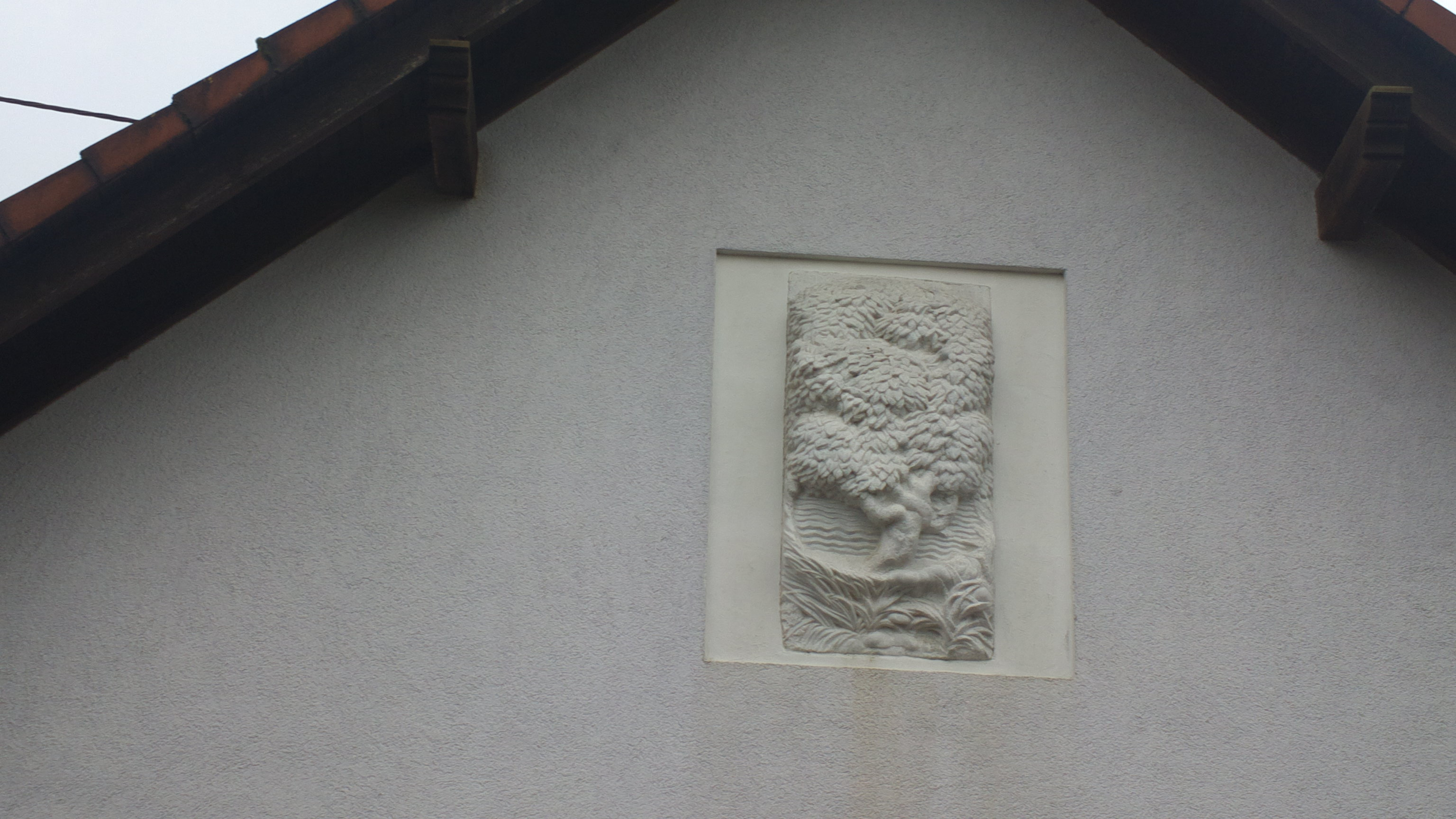
„Buborner Buche“ am Dorfgemeinschaftshaus
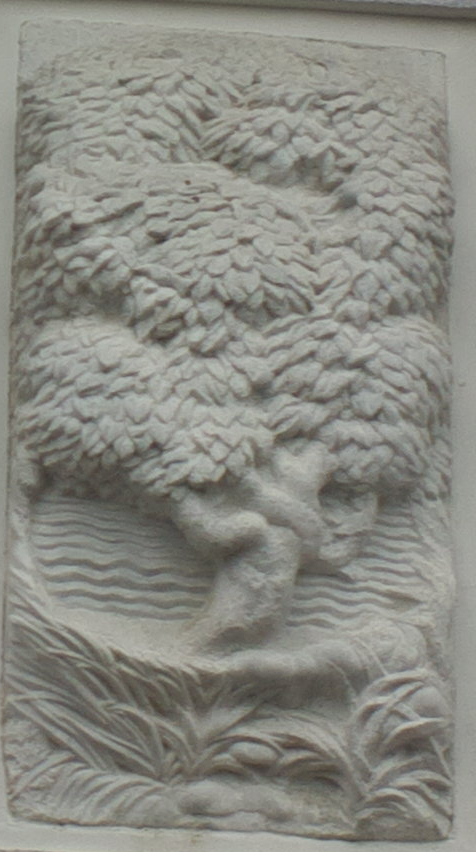
„Buborner Buche“ in Marmor von Achim Ribbeck (Details)
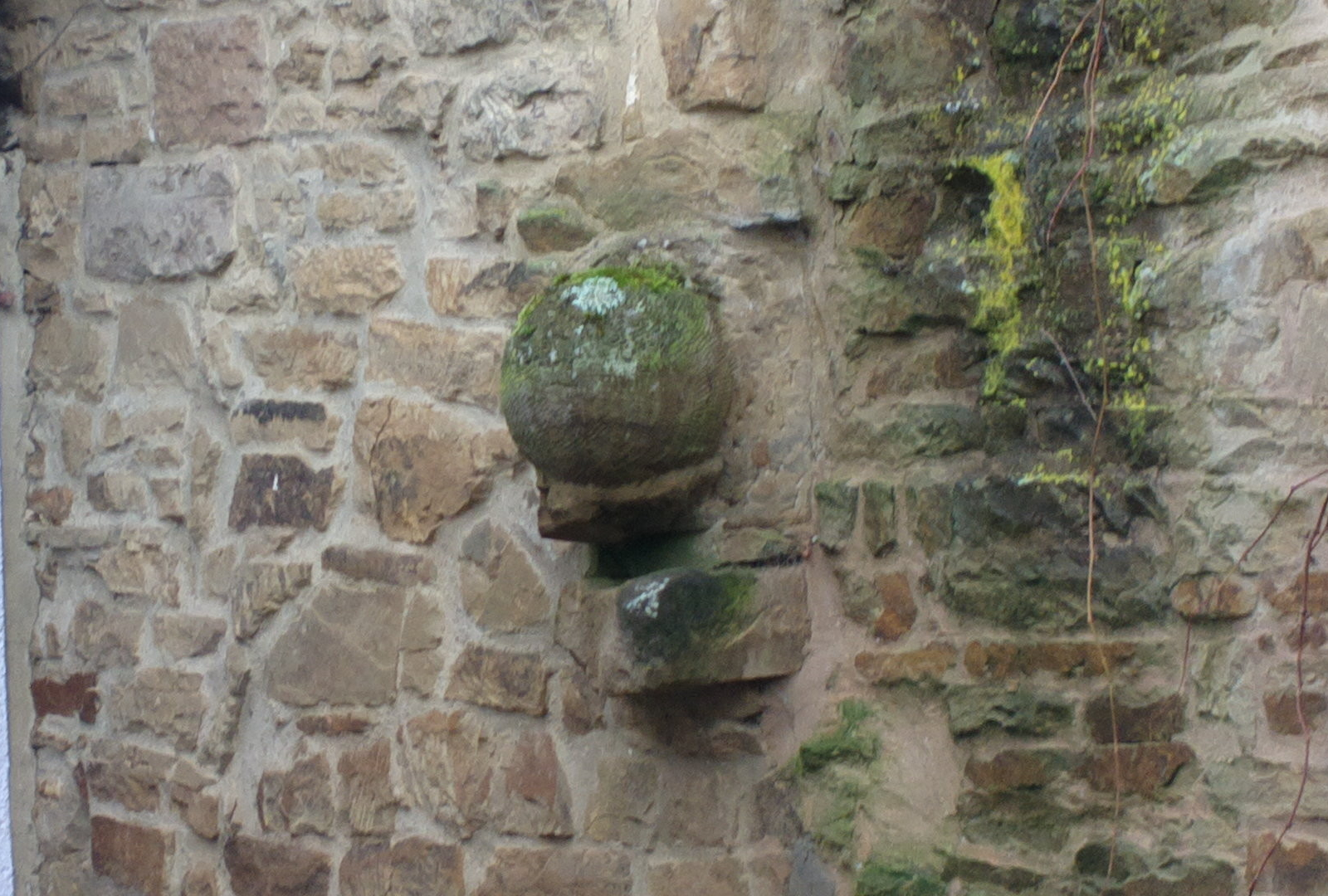
Geometrische Form von Achim Ribbeck
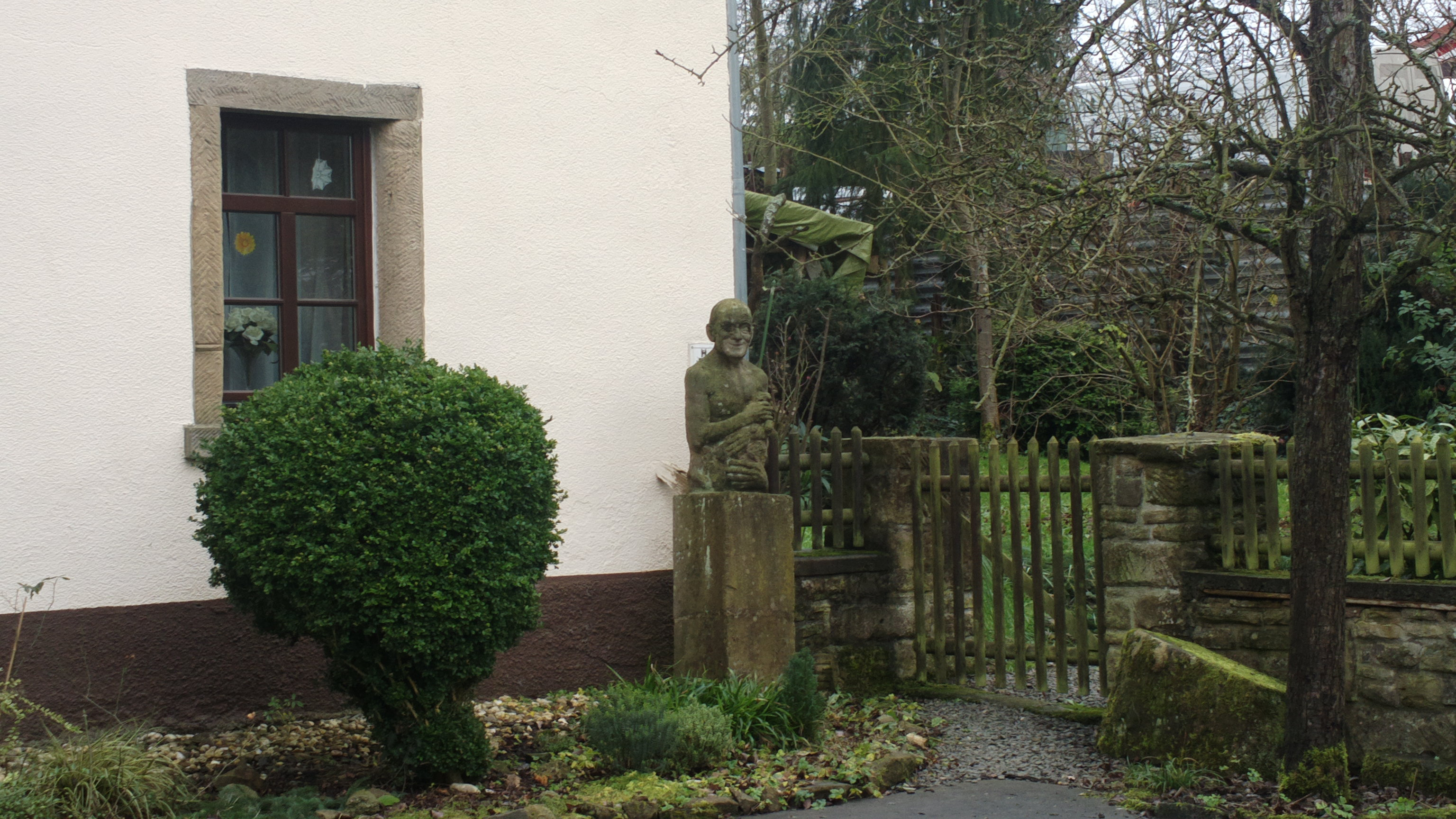
Skulptur von Achim Ribbeck

### Regelmäßige Veranstaltungen
- Jedes Jahr findet am Wochenende des dritten Sonntags im Juli die Kirmes (Kerb) statt. Dieses von ehrenamtlichen Helfern organisierte Fest dauert von Freitag bis zum darauffolgenden Montag.
- Ebenfalls jährlich werden Feiern anlässlich des 30. April (Hexennacht) und St. Martin abgehalten.
- Auch eine Kappensitzung und Kinderfasching zur Fastnacht wird regelmäßig organisiert.

## Infrastruktur

### Verkehr
Die durch Buborn verlaufende Kreisstraße 37 verbindet den Ort mit der Bundesstraße 270, im Südosten verläuft die Bundesstraße 420. In Lauterecken ist ein Bahnhof der Lautertalbahn. Buborn ist durch Busse und Ruftaxis in den ÖPNV eingebunden.

### Öffentliche Einrichtungen

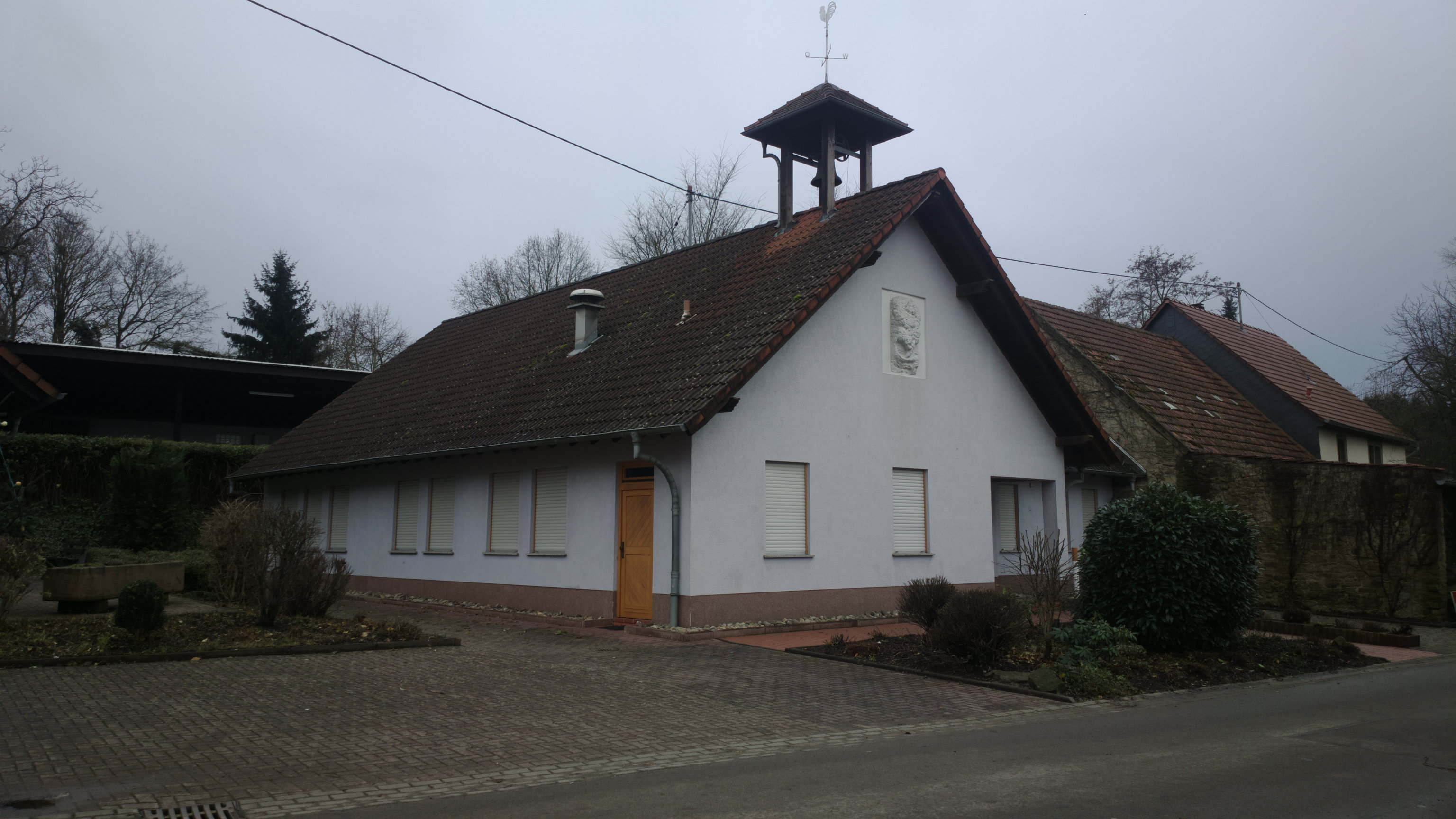
Dorfgemeinschaftshaus Buborn mit Glockenstuhl von 1994

Das 1994 eingeweihte Gemeindehaus bildet zusammen mit einer Grillhütte und dem Feuerwehrhaus mit Jugendraum den Dorfmittelpunkt. Auf dem Platz im Zentrum finden auch die Kirmes und andere Feste statt. Auch ein als Treffpunkt und Löschwasserteich genutzter Weiher ist vorhanden.

## Bildung
Die Dorfschule von Buborn wurde 1952 geschlossen. Im nahegelegenen Lauterecken gibt es sowohl das Veldenz-Gymnasium als auch eine Realschule plus und eine Grundschule. Eine weitere Grundschule befindet sich in Sankt Julian. Die nächstgelegene Universität ist die Rheinland-Pfälzische Technische Universität Kaiserslautern-Landau in Kaiserslautern.

### Dorfschule und Glocke
Die erste Dorfschule wurde um 1820 (nach anderen Angaben um 1815) im Hirtenhaus eingerichtet. Dies war seinerzeit in der Region so üblich, nach den Freiheitskriegen von 1813/1815 herrschte Armut und die Hirtenhäuser waren oft die einzigen gemeindeeigenen Gebäude. Der Schulsaal war nur durch eine dünne Fachwerkwand vom Ziegenstall getrennt, das im Volksmund "Winterhauch" genannte Schlafquartier des Dorflehrers war nicht beheizbar. Um die Unterrichtsbedingungen zu verbessern wurde 1861 ein neues Schulhaus im Dorfzentrum gebaut und 1870 mit einer Glocke auf dem Dach ausgestattet. Sie rief die Schulkinder zum Unterricht und diente auch als Zeitsignal um 11 Uhr und um 18 Uhr. Auch zum Gottesdienst, der im Schulgebäude abgehalten wurde, und bei Sterbefällen im Ort wurde geläutet. Die erste Glocke musste am 31. Juli 1917 aufgrund des Ersten Weltkriegs abgeliefert werden, sie wurde erst 1928 durch eine neue ersetzt. Laut Inschrift ist diese den Opfern des Ersten Weltkriegs gewidmet:

„Den im Weltkriege gefallenen Söhnen der Gemeinde Buborn zum ehrenden Andenken gewidmet von ihren Mitbürgern“

Der Umstand, dass die neue Glocke während des Zweiten Weltkriegs nicht abgegeben werden musste, soll auf die folgende Inschrift zurückzuführen sein:

„Wer mich nimmt verliert!“

Nachdem die Dorfschule 1952 geschlossen worden war, diente sie bis 1994 als Gemeindehaus. Als das neue Gemeindehaus eingeweiht wurde, zog auch die Glocke mit um. Das Schulhaus wird seither als privates Wohnhaus genutzt.